# Molière (film, 1978)
Pour les articles homonymes, voir Molière (homonymie).
Pour plus de détails, voir Fiche technique et Distribution.
Molière est un film français réalisé par Ariane Mnouchkine, sorti en 1978.
Le film a été diffusé sous le titre Molière, ou la Vie d'un honnête homme et remonté en cinq téléfilms de soixante minutes chacun qui ont été diffusés du 6 mars au 17 mars 1981 sur Antenne 2.

## Synopsis
La vie du dramaturge et comédien Molière, de son enfance heureuse, ses débuts modestes jusqu'à la gloire royale.

## Fiche technique
- Titre : Molière, ou la vie d'un honnête homme
- Réalisation : Ariane Mnouchkine, assistant : Élie Chouraqui
- Scénario : Ariane Mnouchkine
- Production : Claude Lelouch
- Musique : René Clemencic
- Photographie : Bernard Zitzermann
- Son : Alix Comte
- Montage : Françoise Javet et Georges Klotz
- Décors : Guy-Claude François
- Costumes : Daniel Ogier et Françoise Tournafond
- Pays d'origine :  France - Italie
- Langue : Français
- Format : couleur - Mono
- Durée : 244 minutes
- Date de sortie : 1978
- Date de sortie en DVD chez Bel Air Classiques : 2004

## Distribution
- Philippe Caubère : Molière/La Mort
- Joséphine Derenne : Madeleine Béjart
- Brigitte Catillon : Armande Béjart
- Jean-Claude Bourbault : Louis Béjart
- Louba Guertchikoff : Marie Hervé, veuve Béjart
- Odile Cointepas : Marie Cressé, mère de Molière
- Armand Delcampe : Jean Poquelin, père de Molière
- Jean Dasté : Louis Cressé, grand-père de Molière
- Marie-Françoise Audollent : La Forest, domestique des Poquelin
- Jonathan Sutton : La Grange
- Clémence Massart : Mademoiselle La Grange
- Rémy Carpentier : De Brie
- Nicole Félix : Mademoiselle De Brie
- Norbert Journo : Du Parc
- Lucia Bensasson : Mademoiselle Du Parc
- Anne Demeyer : Mademoiselle Beauval
- Georges Bonnaud : La Thorillière
- Marc Berman : Du Croisy
- Frédéric Ladonne : Jean-Baptiste Poquelin, enfant
- Julien Maurel : l'ami de Jean-Baptiste enfant
- Philippe Cointepas, Mathieu Rongier,Alexandre Ferran, Thomas Félix-Françoise  : camarades de Jean-Baptiste enfant
- Mario Gonzalez : Scaramouche/Jean-Baptiste Lully
- Christian Colin : Descartes
- Albert Delpy : Boileau
- Gérard Hardy : Dassoucy
- Jean-Claude Penchenat : Louis XIV
- Marilú Marini : Anne d'Autriche
- Fabrice Herrero : Mazarin
- Roger Planchon : Colbert
- Daniel Mesguich : Monsieur, le frère du roi
- Yves Gourvil : le Prince de Conti
- Maurice Chevit : le Curé de l'école
- Michel Hart, Alfred Simon, Jean-Pierre Dougnac, Michel Heudebert : les dévots d'Orléans
- Gérard Croce : Lieutenant de Police Nèfle

## Autour du film
- Le tournage a débuté en janvier 1977, dans divers lieux[4] :
  - à la Cartoucherie dans le bois de Vincennes, à l'hôtel Libéral Bruant et dans l'ancienne salle de spectacle du palais Cardinal (angle des rues de Valois et Saint-Honoré) à Paris ;
  - au château de Versailles (Yvelines) ;
  - au château des Mesnuls (Yvelines) ;
  - au château de Hautefort (Dordogne) ;
  - au château de Guermantes (Seine-et-Marne) ;
  - au château de Beauregard (Loir-et-Cher) ;
  - à Senlis (Oise) ;
  - dans l'Aveyron.
- Jean Carmet et Jacques Villeret ont joué dans le film mais leurs séquences ont été coupées au montage. Elles restent cependant disponible dans les versions DVD.
- Pour illustrer la mort de Molière, la réalisatrice Ariane Mnouchkine utilise une mélodie particulièrement célèbre de Henry Purcell, extraite de l'opéra King Arthur (1691) : What power art thou (acte III, scène 2), rendue célèbre par Klaus Nomi sous le nom de Cold Song en 1982, et reprise également par Sting en 2009.
- Le début du film comporte un petit anachronisme : la scène se déroule à Paris au XVIIe siècle et Jean Baptiste Poquelin, enfant, déloge un autre enfant -- sans doute son petit frère -- des jupes de sa mère et cet enfant transporte un chaton siamois ; or les chats siamois n'ont été importés en Europe qu'au XIXe siècle.

## Distinctions
- César de la meilleure photographie
- César des meilleurs décors
- Nomination au César de la meilleure musique